# تایسوکه مییازاکی
تایسوکه مییازاکی (انگلیسی: Taisuke Miyazaki؛ زادهٔ ۵ مهٔ ۱۹۹۲) بازیکن فوتبال اهل ژاپن است.